# العشارية (حزم العدين)

تعديل مصدري - تعديل

العشارية محلة تابعة لقرية الصهوف، التابعة لعزلة بني الفخر بمديرية حزم العدين إحدى مديريات محافظة إب في الجمهورية اليمنية، بلغ تعداد سكانها 52 حسب تعداد اليمن لعام 2004.